# Adriana Lucía
Adriana Lucía López Llorente más conocida como Adriana Lucía (Santa Cruz de Lorica, 6 de julio de 1982), es una cantante y compositora colombiana. A los 14 años, lanzó su primer álbum Enamórate Como Yo, logrando cierto reconocimiento local. Su primer sencillo homónimo, logró cierta difusión en ciertas emisoras colombianas durante algunas semanas en 1997. A nivel internacional, ha ofrecido conciertos en países como España, Venezuela, México, Ecuador y Perú. Es fundadora de la Fundación "El cantar de los cantores".

## Biografía
Adriana Lucía López nació en El Carito, centro poblado del municipio de Lorica en Colombia. 
Debe parte de su talento al contacto directo con las 'cantadoras que en su tierra natal deambulan por las calles cantando y evocando los ritmos de su tierra. Estos iconos de la música del Caribe colombiano son mujeres nativas, bullerengueras, que viven lo que cantan.

«Yo no soy músico porque quiero sino porque me tocaba. Mi padre Antonio López canta y es compositor y mi hermana Martina La Peligrosa es cantante.»

Sus géneros musicales son la música popular colombiana y el vallenato.
Cuando contaba con 11 años de edad, durante una reunión en la casa de la familia Zuleta, donde fue invitada para interpretar El Jerre Jerre, conoció a el compositor de este tema, el maestro vallenatos, quién le pidió a la joven que en caso de realizar un disco grabara esta canción, pues le parecía que la de ella era la mejor voz para interpretarla.
Adriana Lucía tuvo la oportunidad de interpretar en la Tarima de Francisco El Hombre de El Festival Vallenato su tema bandera: El Jerre Jerre. Alfredo Gutiérrez la invitó a pasar al escenario para que hiciera su actuación. Tras este show, el interés de varios empresarios de la música y disqueras no se hizo esperar.
Su primer álbum bajo el sello Sonolux, hizo de Enamórate Como Yo, el primer sencillo de su disco debut. De este exitoso trabajo, vinieron tres discos más que presentó hasta antes de llegar a la mayoría de edad y que la consolidaron como la artista mujer número uno del vallenato en Colombia.
En 2021 lideró la campaña proselitista de Gustavo Petro, fue parte clave de la estrategia del denominado estallido social, que a la postre llevó al poder al partido Pacto Histórico.

## Discografía
1996-2000
Adriana Lucia grabó su primer álbum titulado Enamórate Como Yo a los 14 años de edad y se le lanzó a cantar música vallenata, género interpretado normalmente por hombres. De este exitoso trabajo vinieron tres discos más Destellos de Amor, Te Amaría y De Corazón a Corazón que la consolidaron como una de las artistas más queridas y respetadas por el público colombiano. Enamórate Como Yo se convirtió rápidamente en un éxito nacional y consolidó a Adriana Lucia a nivel internacional,  ofreciendo conciertos en diversos países como: Alemania, España, Venezuela, México, Ecuador, Perú, Austria, Estados Unidos, entre otros.
2007-2012
Siete años fuera de los escenarios, pero entregados en cuerpo y alma a lo que más quiere: la música, fueron para Adriana Lucía, un periodo de grandes aprendizajes, momentos de inspiración y viajes que desembocaron en una gran y maravillosa producción a la que tituló Porro Nuevo, su segundo trabajo discográfico, editado bajo el sello Emi Music y Gaira Musical. Porro Nuevo logró varias nominaciones tales como: Nominación al Latin Grammy 2008 en la Categoría Mejor Álbum Tropical Contemporáneo, Mejor Artista Tropical Pop del año de los premios Nuestra Tierra, Mejor Interpretación Tropical Pop del Año por su canción “Quiero que te quedes” y a Mejor Artista Tropical Pop del Año en los Premios Nuestra Tierra. 
2013
Adriana Lucia celebra sus 15 años de carrera artística y para conmemorarlo prepara su tercer álbum CD/DVD, una recopilación de sus grandes éxitos más siete canciones inéditas de su autoría. 
2014
Adriana Lucía presenta su trabajo discográfico y audiovisual "Porro Hecho en Colombia".
2016
Adriana Lucía regresa con el sencillo "Pa Afuera Los Dolores", la fresca y vital carta de presentación del nuevo disco de Adriana Lucía que se estrenaría en el 2017.
2017
El 21 de abril de 2017 se estrenó "Porrock" nuevo trabajo de la artista, del cual ya conocemos dos nuevas canciones, "Puedo ser" y "Festival en Guararé" junto con el maestro Alfredo Gutiérrez.
2022
El 16 de mayo de 2022 estrena el álbum "Maestro Lucho", un homenaje al gran compositor y músico que internacionalizó la música colombiana: Lucho Bermúdez; entre las canciones que se destaca están: "Carmen de Bolívar" y "Salsipuedes".

## Álbumes
| Año  | Álbum                   |
| ---- | ----------------------- |
| 2025 | Adriana Lucía           |
| 2022 | Maestro Lucho           |
| 2017 | Porrock                 |
| 2014 | Porro Hecho en Colombia |
| 2008 | Porro Nuevo             |
| 2001 | De Corazón a Corazón    |
| 2000 | Te Amaría               |
| 1999 | Dos Rosas               |
| 1998 | Destellos de Amor       |
| 1997 | Enamórate Como Yo       |

## Premios y nominaciones

### Latin Grammy Awards
| Año  | Categoría                          | Trabajo                         | Resultado |
| ---- | ---------------------------------- | ------------------------------- | --------- |
| 2017 | Mejor Álbum de Fusión Tropical     | Porrock                         | Nominada  |
| 2016 | Mejor Álbum Cumbia/Vallenato       | Mujeres Por Colombia, Volumen 2 | Nominada  |
| 2008 | Mejor Álbum Tropical Contemporáneo | Porro Nuevo                     | Nominada  |

### Premios Heat Latin Music Awards
| Año  | Categoría              | Trabajo       | Resultado |
| ---- | ---------------------- | ------------- | --------- |
| 2017 | Mejor Artista Femenina | Adriana Lucía | Nominada  |
| 2015 | Mejor Artista Femenina | Adriana Lucía | Nominada  |

### Premios Shock
| Año  | Categoría              | Álbum/Canción           | Resultado |
| ---- | ---------------------- | ----------------------- | --------- |
| 2014 | Álbum del Año          | Porro Hecho en Colombia | Nominada  |
| 2014 | Mejor Solista          | Adriana Lucía           | Ganadora  |
| 2013 | Mejor Solista Femenina | Adriana Lucía           | Ganadora  |
| 2009 | Canción del Año        | Quiero Que Te Quedes    | Nominada  |
| 2008 | Voz del Año            | Adriana Lucía           | Ganadora  |

### Premios Nuestra Tierra
| Año  | Categoría                             | Álbum/Canción                    | Resultado |
| ---- | ------------------------------------- | -------------------------------- | --------- |
| 2009 | Mejor Artista Tropical Pop del Año    | Adriana Lucía                    | Nominada  |
| 2010 | Mejor Interpretación Tropical del Año | Quiero Que Te Quedes             | Nominada  |
| 2010 | Mejor Artista Tropical Pop del Año    | Adriana Lucía                    | Nominada  |
| 2022 | Canción Folclorica del Año            | No hay una vida que no nos duela | Nominada  |
| 2024 | Canción Folclórica del Año            | Imágenes                         | Nominada  |
| 2024 | Canción tropical/salsa/cumbia del Año | Imágenes                         | Nominada  |
| 2024 | Mejor Artista Folclórica del Año      | Adriana Lucía                    | Ganadora  |
| 2024 | Mujer raíz de nuestra tierra          | Adriana Lucía                    | Nominada  |

### Premios TV y Novelas
| Año  | Categoría          | Álbum/Canción | -        |
| ---- | ------------------ | ------------- | -------- |
| 1998 | Artista Revelación | Adriana Lucía | Ganadora |

## Conciertos
Dentro de la trayectoria de su carrera musical tiene 760 conciertos y alrededor de 3.5 millones de personas han visto a Adriana Lucía en conciertos en Colombia y el mundo. Ha colaborado y cantado junto con algunos de los artistas Latinoamericanos más importantes incluyendo Carlos Vives, Juanes, Shakira, Aterciopelados, Fonseca y otros. Entre sus conciertos especiales se incluyen:
- En el Festival de Verano de Berlín, Representante Oficial de Colombia (Berlín, Alemania, 1999);
- Para la celebración del Día de la Hispanidad (Madrid, España 2006);
- Con Carlos Vives en el Festival Viva América para el Día de la Hispanidad (Madrid, España 2007);
- En New York en las Naciones Unidas para la conferencia sobre la Revisión de los Progresos Realizados en la Implementación del Programa de Acción para Prevenir, Combatir y Eliminar el Tráfico Ilícito de Armas Pequeñas y Ligeras en Todos Sus Aspectos. (New York, E.U., 2006);
- Con Angélique Kidjo y el músico colombiano César López, creador de la "escopetarra" (fusil AK 47 convertido en guitarra) y en el teatro Súper Club en Broadway en New York para el lanzamiento de la campaña "Control Small Arms" organizado por IANSA (International Action Network on Small Arms), Amnesty International y Oxfam (New York, E.U. 2006);
- En la inauguración del Festival Internacional de Teatro en Bogotá (Bogotá, Colombia, 2008);
- En la Organización de los Estados Americanos (OEA) en Washington, D.C. En la gala del Centro Católico Hispano (Catholic Charities) donde se premiaron la diseñadora Carolina Herrera, la actriz Adriana Barraza, el actor Eduardo Verástegui y la presidenta del National Council of La Raza, Janet Murguia (Washington, D.C., USA, 2008);
- Al lado de Carlos Vives y Shakira para la Celebración del 20 de julio, día de la Independencia de Colombia en el concierto organizado por el Ministerio de Cultura de Colombia en Leticia, Amazonas con la presencia de los Presidentes de Colombia, Brasil y Perú (Leticia, Colombia 2008).
- En 2016 fue jurado en el 41 festival de la canción UNINORTE

## Programa concurso
- Fue participante de La Pista, Caracol: un programa de danza en donde cada grupo tiene un líder, un reconocido cantante colombiano que se encarga de coordinar el montaje de sus bailarines y de interpretar la canción que les sea asignada.
- Participó en MasterChef Celebrity del Canal RCN en el 2019, en el cual obtuvo el primer lugar.